# Ја још спавам у твојој мајици
Ја још спавам у твојој мајици е шестият албум на Цеца, издаден през 1994 година от Lucky Sound & Центро сцена. Съдържа 8 песни.

## Песни
1. Ја још спавам
2. Девојко вештице
3. Ваздух који дишем
4. Тражио си све
5. Не рачунај на мене (дует с Мира Шкорич)
6. Нећу да будем као машина
7. Ко некад у осам
8. Куда иду остављене девојке

Текст на песни 1,2,3,5,6,7,8 – Марина Туцакович, текст и музика на песен 4 – Милич Вукашинович. Музика на песен 1 – народна, музика на песни 2,3,5,6,7,8 – Александър Радулович–Фута, музика на песен 9 – Оливер Мандич. Гост-изпълнител на песен 5 – Мира Шкорич.